# Дигорский диалект
Диго́рский диале́кт (условное название — за́падно-осети́нский; осет. дигорон æвзаг) — один из двух диалектов осетинского языка (наряду с иронским), распространённый среди дигорцев (субэтноса осетин), проживающих в Дигории — западной части Северной Осетии. Принадлежит к северо-восточной подгруппе иранской группы арийской (индоиранской) ветви индоевропейских языков.
Для записи диалекта используется кириллица, в 1923—1938 годах использовалась модифицированная латиница.
На дигорском языке преимущественно говорят осетины западной части плоскостной Северной Осетии (Дигории), а также осетины Дигорского ущелья. Дигорские сёла имеются в Моздокском районе Северной Осетии и на востоке Кабардино-Балкарии, значительное число носителей диалекта проживают также и в региональной столице — во Владикавказе. Детально точная статистика по носителям диалекта отсутствует, ввиду учёта осетин (и прочих носителей осетинского языка) без дифференциации по субэтнической принадлежности (и владению конкретными диалектами).
По сравнению с иронским диалектом, дигорский сохраняет более архаичные черты общего языка-предка. Иначе говоря, в ряде явлений фонетики и морфологии дигорский и иронский диалекты «могут быть рассматриваемы как два последовательных этапа развития одного и того же языка».

## История
Письменность на дигорском диалекте существовала (параллельно с письмом на иронском диалекте) с самого появления осетинской письменности на русской графической основе, то есть с середины XIX века. Однако постепенно удельный вес письма на иронском, положенном в основу осетинского литературного языка, увеличивался, что приводило временами к почти полному прекращению печатания дигорских текстов.
Со времени установления советской власти и до 1937 года дигорский считался отдельным языком, издавались учебники и другие издания. Однако в 1937 году дигорский алфавит был объявлен «контрреволюционным», и дигорский язык был вновь признан диалектом осетинского языка, а передовая дигорская интеллигенция подверглась репрессиям.

## Современный статус
Конституция Республики Северная Осетия — Алания по сути признаёт оба диалекта осетинского языка государственными языками республики, в ст. 15 говорится:
1. Государственными языками Республики Северная Осетия—Алания являются осетинский и русский. 2. Осетинский язык (иронский и дигорский диалекты) является основой национального самосознания осетинского народа. Сохранение и развитие осетинского языка являются важнейшими задачами органов государственной власти Республики Северная Осетия-Алания.

## Дигорская литература
Основоположником дигорской литературы является первый дигорский поэт Блашка Гуржибеков (1868—1905). Свои произведения на дигорском кроме Гуржибекова написали такие писатели как Георгий Малиев, Махарбек Туганов, Георгий Цаголов, Созур Баграев, Софья Савкуева, А. Гадзаов, Шамиль Абаев, Георгий Кокиев, Казбек Казбеков, Андрей Гулуев, Тазе Бесаев, Исса Хадонов, Мурат Елекоев, Борис Билаонов, Кермен Бузойти, Цини Едзити, Георгий Хайманов, Хасан Савкуев, Дзегут Тавитов, Амурхан Бесаев, Таймураз Тетцоев, Виктор Акоев, Давид Темиряев, Борис Баграев, Тахир Кертанов, Георгий Агузаров, Казбек Тамаев, Васо Малиев, Ехъя Хидиров, Савкуй Агузаров, Таймураз Агузаров, Батраз Малиев, Амурхан Кибиров, Сулейман Сабаев, Мурат Темираев, Руслан Бабочиев, Царак Тобоев, Александр Рамонов, Ахсарбек Худалов, Виктор Гетоев, Тотраз Цагаев, Авдул Икаев, Таймураз Тамаев, Георгий Зангионов, Замадин Цеов, Энвер Хохоев, Эльбрус Скодтаев, Виталий Колиев, Оскар Гибизов, Хасан Годзоев, Бола Кульчиев, Казбек Мамукаев и другие.
Сегодня на дигорском диалекте существуют богатая литературная традиция, выходят газеты («Дигорӕ», «Дигори хабӕрттӕ», «Ирӕф») и литературный журнал («Ирӕф»), издан объёмный Дигорско-русский словарь — «Дигорон-уруссаг дзурдуат» и Русско-дигорский — «Уруссаг-дигорон дзурдуат», а также «Толковый словарь математических терминов» под авторством К. Б. Скодтаева. Регулярно издаются сборники произведений дигорских писателей, проходят различные литературные конкурсы и вечера. Работает Дигорский государственный драматический театр. На радио и телевидении выходят новостные передачи на дигорском. Преподавание некоторых предметов на дигорском диалекте ведётся в начальных классах в школах с преобладанием дигорского населения. Планируется открытие в СОГУ им. К. Л. Хетагурова дигорского отделения филологии.